# Semiothisa threnopis
Semiothisa threnopis är en fjärilsart som beskrevs av Fletcher 1963. Semiothisa threnopis ingår i släktet Semiothisa och familjen mätare. Inga underarter finns listade i Catalogue of Life.